# Prépublication (édition scientifique)
Pour l’article homonyme, voir Prépublication.
Dans le domaine de la publication scientifique, une prépublication (également appelée manuscrit auteur, et très fréquemment préprint ou preprint) est une version d'un article scientifique qui précède son acceptation par le comité de rédaction d'une revue scientifique. Elle ne comprend donc pas les modifications réalisées par l'auteur ou les auteurs à la demande du comité de lecture lors du processus d'évaluation par les pairs, ni les corrections et la mise en page réalisés par l'éditeur,,.
Au début des années 2000 le terme e-print était également utilisé en anglais et en français pour désigner les prépublications, mais en anglais e-print désigne de manière générale tous les documents mis en ligne sur des archives ouvertes ou des serveurs de prépublications, et ne doit donc pas être restreint aux prépublications. 
Au sens strict et étymologique, une prépublication doit être destinée à la publication par un éditeur, mais le terme s'emploie parfois également en pratique pour désigner des documents ayant la qualité scientifique requise pour être publiés, mais que l'auteur ou les auteurs choisissent de diffuser tels quels sans les soumettre à un éditeur,.
La diffusion des prépublications sous forme numérique indépendamment de leur soumission à un éditeur est une pratique courante dans certaines disciplines (économie, physique) depuis longtemps, a été informatisé depuis les années 1990, et connait un essor rapide à la fin des années 2010. Alors que ce n'est traditionnellement pas le cas dans le domaine biomédical, lors de la pandémie de Covid-19 l'usage de préprints a contribué à une diffusion rapide des connaissances sur le nouveau coronavirus SARS-CoV-2 et la maladie qu'il provoque, ce qui n'a pas été sans poser au passage quelques questions de fiabilité,,. Toutefois, une analyse rétrospective ne montre aucune preuve convaincante que les prépublications fournissent des résultats incompatibles avec les articles publiés.

## Rôle
La publication des manuscrits dans une revue scientifique prend souvent des semaines, des mois ou même des années à partir de la soumission initiale, en raison des délais imposés par le processus éditorial (évaluation, interactions entre éditeur et auteurs, mise en forme puis mise en ligne et référencement par l'éditeur). L'utilité de faire circuler rapidement les résultats au sein d'une communauté scientifique a conduit les chercheurs, d'abord en physique et progressivement de plus en plus souvent dans d'autres disciplines, à distribuer au sein de leurs communautés des manuscrits devant encore être soumis à l'évaluation par les pairs. La distribution immédiate des prépublications sur les serveurs dédiés permet aux auteurs, tout en faisant date sur un résultat qu'ils jugent significatif, de recevoir les premiers commentaires de leurs pairs ; cela leur permet d'améliorer le manuscrit avant sa soumission,.

## Historique
De longue date, les chercheurs en physique théorique avaient pour habitude de distribuer leurs manuscrits par courrier avant publication afin, notamment, de se protéger contre les mésactions supposées (retards abusifs ou vols d'idées) des rapporteurs sous couvert de confidentialité. En 1991, Paul Ginsparg a développé une archive électronique ouverte, ArXiv, afin de faciliter, d'élargir et de fiabiliser cette pratique. L'initiative est hébergée par des institutions publiques: d'abord le Los Alamos National Laboratory puis l'Université Cornell. La diffusion  des prépublications s'est élargie rapidement aux sciences sociales (Social Science Research Network lancé en 1994) et à l'économie (RePEc lancé en 1997).
Pour les chercheurs ne s'inscrivant pas dans ces disciplines, la diffusion des prépublications a longtemps nécessité de recourir à des outils plus généralistes, comme les archives ouvertes de leurs établissements ou les réseaux sociaux académiques tels que Academia.edu et ResearchGate, fondés en 2008.
Le développement des serveurs de prépublications, leur adoption et leur légitimation par un nombre croissant de communautés disciplinaires est un fait marquant de la décennie 2010. Après quelques initiatives infructueuses (telles que CogPrints en sciences cognitives, ou Nature Precedings, fermée en 2012 après 5 ans d'existence), 18 plateformes ont été créées entre 2013 et 2018, sur une base disciplinaire, géographique, linguistique, ou en lien avec des financeurs de la recherche ou des éditeurs. L'une des premières a été la plateforme BioRxiv, créée en 2013 par le laboratoire Cold Spring Harbor afin de développer le partage des preprints en biologie. La même année l'éditeur PeerJ a ouvert la plateforme PeerJPreprints, également liée à la biologie. De son côté, le Center for Open Science gère une vingtaine de plateformes partageant la même infrastructure (SocarXiv, engrXiv, PsyArXiv, etc.). En 2017, trois éditeurs majeurs du secteur de la chimie (American Chemical Society, German Chemical Society et Royal Society of Chemistry) se sont unis pour créer ChemRxiv, une plateforme dédiée aux prépublications en chimie. A l'été 2019 les créateurs de BiorXiv associés au British Medical Journal et à l'université de Yale annoncent l'ouverture de la plateforme MedRxiv dédiée à la médecine, domaine pourtant historiquement peu engagé dans le mouvement de diffusion des prépublications en raison du risque pour les patients et les médecins de s'appuyer sur des études non validées par les pairs. Cette période est également marquée par l'ouverture des services généralistes Zenodo (2013) et Figshare (2011) , qui peuvent accueillir des prépublications et d'autres types de documents et de données scientifiques. 
Ce mouvement a été accompagné par l'émergence de modèles et services éditoriaux innovants basés sur la valorisation des prépublications. La plateforme de publication en libre accès F1000Research lancée en 2012 rend visible les articles soumis, encore au stade de prépublications, et permet de suivre de manière transparente les différentes étapes de validation scientifiques. Plus récemment le système distribué d'évaluation par les pairs « Peer Community in », lancé début 2017 a pour but d'organiser des communautés de chercheurs capables d’évaluer scientifiquement des prépublications relatives à leur domaine.
La publication préalable d'une prépublication peut disqualifier la soumission pour publication dans certaines revues, notamment en biologie. En effet, depuis les années 1960 et semble-t-il afin de ralentir le développement de l'usage prépublications, certains éditeurs assimilent leur usage à une duplication contrevenant à la règle d'Ingelfinger. Cette attitude est toutefois de plus en plus rare aujourd'hui. Le site RoMEO résume les conditions imposées par chaque journal.
Le mouvement Accelerating Science and Publication in Biology (ASAP-Bio) assure la promotion de l'usage des prépublications en Biologie, auprès de toutes les parties prenantes : institutions, agences de financement et d'évaluation, revues scientifiques, auteurs.

## Reconnaissance institutionnelle
En janvier 2017, le Conseil de la Recherche Médicale a annoncé qu'il soutenait l'usage des prépublications dans le domaine biomédical. En janvier 2017, le Wellcome Trust a déclaré qu'il acceptait les références aux prépublications dans les demandes de subvention. Les National Institutes of Health ont adopté une position similaire en mars 2017. C'est en fait le cas, depuis fin 2016, d'un nombre croissant d'institutions et d'agences de financement. En avril 2017, l'Initiative Chan Zuckerberg annonçait qu'elle comptait soutenir financièrement la plate-forme de prépublications BioRxiv, hébergée par le Cold Spring Harbor Laboratory.
En France, les deux alliances de recherche pour la santé (Aviesan) et pour l'environnement (AllEnvi) ont indiqué en octobre 2017 qu'elles considéraient les prépublications comme une forme recevable de communication scientifique, sous réserve qu'ils soient archivés dans un serveur présentant notamment certaines garanties d'un service de type FAIR ("Facile à trouver, Accessible, Interopérable, Réutilisable"), et un horodatage des archivages.
Les archives ouvertes institutionnelles accueillent habituellement les prépublications dans le cadre de leur politique de libre accès à la connaissance et aux savoirs. C'est par exemple le cas en France de l'archive HAL, utilisée par le CNRS et la plupart des universités, mais adoptée très inégalement selon les disciplines.

## La vie d'un manuscrit
Selon l'état de leur validation et de leur publication dans une revue scientifique, on considère que les manuscrits auteurs sont des prépublications (pas encore évalués) ou des postprints (déjà évalués) même si dans l'usage courant, le terme preprint est parfois utilisé sans distinction. Preprints comme postprints sont susceptibles de différer de la version finalement publiée, notamment par leur mise en forme. En réalité, on distingue plus de statuts successifs que cela dans la vie d'un manuscrit, selon l'état dans lequel il se trouve et selon son niveau de validation par les pairs, et ces statuts diffèrent selon les champs disciplinaires.
Certains chercheurs vont jusqu'à suggérer que les prépublications pourraient se substituer aux articles publiés de manière classique dans les revues scientifiques.